# Cemitério do Lumiar
O Cemitério do Lumiar é o 6º Cemitério Municipal de Lisboa, localizado na freguesia do Lumiar.

## História
Erguido nos terrenos onde se situava o antigo cemitério paroquial da Igreja Paroquial de São João Baptista do Lumiar, o Cemitério do Lumiar, anteriormente a cargo do concelho dos Olivais, ficou a cargo da edilidade lisboeta em 1893.
É neste cemitério que se encontram os túmulos do olisipógrafo Júlio de Castilho, do escultor Maximiano Alves, autor da estátua do soldado da Cripta dos Combatentes no Cemitério do Alto de São João e do Primeiro-Ministro Francisco Sá Carneiro. Foi aqui também sepultado em 2014 o famoso futebolista Eusébio, que foi trasladado para o Panteão Nacional no ano seguinte.
Como os restantes cemitérios da capital, dispõe de numerosas sepulturas temporárias e perpétuas, jazigos particulares e municipais e ossários.
Para além de um pequeno Talhão Privativo dos Combatentes, complementar ao existente no Alto de São João, foi aqui implantado o Talhão Privativo afeto às Comunidades Islâmica e Ismalli.

## Ilustres sepultados no Cemitério do Lumiar
- Amarelhe (1889-1946), caricaturista, pintor e cenógrafo;[3]
- Amélia Cardia (1855-1938), médica, escritora e espírita;[4]
- Cabral Ferreira (1951-2008), futebolista;[5]
- Carmen Dolores (1924-2021), atriz;[6]
- Francisco Sá Carneiro (1934-1980), advogado e político;[1]
- Graça Barroso (1950-2013), bailarina;[7]
- Jeniffer Corneau Viturino (1993-2011), modelo brasileira;[8]
- José Menéres Pimentel (1928-2014), político e jurista;[9]
- Júlio de Castilho (1840-1919), 2.º Visconde de Castilho;[1]
- Liberato Pinto (1880-1949), político e militar;[10]
- Liberto Molina Bernabéu (1926-2002), pintor espanhol;[11]
- Manuela Porto (1908-1950), atriz, escritora, tradutora e ativista;[12]
- Maria dos Santos Machado (1890-1958), professora e ativista;[13]
- Maximiano Alves (1888-1954), escultor;[1]
- Nuno Teotónio Pereira (1922-2016), arquiteto;[14]
- Snu Abecassis (1940-1980), editora dinamarquesa;[15]
- Soledad Miranda (1943-1970), atriz espanhola;[16]